# Gasriet Alijew
Gasriet Agajewicz Alijew (ros. Гасре́т Ага́евич Али́ев, ur. 14 grudnia 1922 we wsi Chnow w Dagestanie, zm. 28 lutego 1981 w Machaczkale) – radziecki wojskowy, porucznik, Bohater Związku Radzieckiego (1943).

## Życiorys
Urodził się w rutulskiej rodzinie chłopskiej. Od 1942 służył w Armii Czerwonej, walczył na froncie wojny z Niemcami, 26 września 1943 wyróżnił się w bitwie o Dniepr w rejonie wierchniednieprowskim, gdzie w grupie zwiadowców odparł 11 niemieckich ataków i osobiście zabił wielu żołnierzy wroga. W 1944 ukończył kursy młodszych poruczników i wrócił na front, w 1946 w stopniu porucznika został przeniesiony do rezerwy. Mieszkał i pracował w Machaczkale, gdzie zmarł i został pochowany na cmentarzu muzułmańskim.

## Odznaczenia
- Złota Gwiazda Bohatera Związku Radzieckiego (1 listopada 1943)
- Order Lenina (1 listopada 1943)
- Order Czerwonej Gwiazdy

I medale.